# Limnophyes platystylus
Limnophyes platystylus är en tvåvingeart som beskrevs av Murray 2007. Limnophyes platystylus ingår i släktet Limnophyes och familjen fjädermyggor.
Artens utbredningsområde är Irland. Inga underarter finns listade i Catalogue of Life.